# 南营镇
南营镇，是中华人民共和国河北省石家庄市藁城区下辖的一个乡镇级行政单位。

## 行政区划
南营镇下辖以下地区：
南营村、顺中村、宜安村、土山村、马坊村、大马庄村、马庄村、王宫村、杨家寨村、朱家寨村、何家庄村和水范寨村。